# 苹果菜单
苹果菜单（Apple menu）是一个在Classic Mac OS、MacOS和A/UX 操作系统之中位于菜单栏左侧的一个下拉式菜单。苹果菜单的功用在苹果公司操作系统的发展历史中发生过变化，但是菜单始终以苹果徽标作为其标志。

## 六代系统及以前
在系统6.0.8和更早的系统中，苹果菜单的特点像是一个控制面板的管理界面，同时包括桌面插件，例如计算器、剪贴板和闹钟。如果MultiFinder（一种早期的多任务处理实现）被激活，苹果菜单还允许用户在多个正在运行的程序中进行切换。Macintosh用户可以通过系统软件”Font/DA Mover“增加第三方的桌面插件。但是苹果菜单中对插件数量有一个限制。OtherMenu等第三方共享软件可以提供额外的定制菜单（没有苹果徽标），第三方的菜单可以突破苹果菜单对插件数量的限制。